# Hardwasser
Die Hardwasser AG mit Sitz in Pratteln ist ein Schweizer Wasserproduktionsunternehmen. Sie entnimmt dem Rhein Rohwasser und versickert es nach vorgängiger Filtration im Hardwald von Muttenz. Das angereicherte Grundwasser wird gefasst und mit Aktivkohlefiltern aufbereitet.
Die Hardwasser AG erzeugt jährlich 13,8 Mio. m3 Trinkwasser, davon werden drei Viertel an Basel-Stadt und ein Viertel an verschiedene Gemeinden und Wasserwerke von Basel-Land abgegeben; zusätzlich liefert die Hardwasser 0,9 Mio. m3 Brauchwasser für die Abwasserreinigungsanlage ARA-Rhein in Pratteln. Für Basel-Stadt entspricht die Lieferung der Hardwasser AG der Hälfte der verwendeten Trinkwassers, der Rest wird von den IWB im Wasserwerk Lange Erlen erzeugt.

## Geschichte
Durch den wirtschaftlichen Aufschwung nach dem Zweiten Weltkrieg stieg der Wasserbedarf an, was zu einem Wassermangel führte. Das Gas- und Wasserwerk Basel prüfte verschiedene Möglichkeiten wie zum Beispiel die Anzapfung von weit entferntem Grundwasser. Ab 1950 wurde das Grundwasser im Hardwald
615567 / 265869, einem Waldstück in der Gemeinde Muttenz, geprüft. Der Kanton Basel-Landschaft und die Gemeinde Muttenz hatten schon Voruntersuchungen getätigt. Die Arbeitsgemeinschaft für die Projektierung der Trinkwassergewinnung Hard wurde konstituiert. Das Projekt sah vor, Wasser aus dem Rhein emporzuheben und so künstlich Grundwasser anzureichern. Die Regierungen der Kantone Basel-Landschaft und Basel-Stadt stimmten dem Vorhaben zu. Der letztgenannte Kanton war auch die treibende Kraft bei der Realisierung dieses Projekts. Für die Gründung der Aktiengesellschaft wurde ein Vertrag abgeschlossen, und die Gründung erfolgte am 19. Dezember 1955.
Im Hardwald wurde ab 1951 versuchsweise und ab 1956 regelmässig Grundwasser gefördert. Die Trinkwasserqualität war allerdings unbefriedigend. Ab 1958 begann die Grundwasseranreicherung durch Infiltration von Rheinwasser, die dazu erforderlichen Anlagen, Gräben und Teiche wurden bis 1977 etappenweise auf- und ausgebaut.
Im Dezember 2007 wurden im Mischwasser Chlorbutadiene in Konzentrationen über dem Threshold of Toxicological Concern (TTC) nachgewiesen. Das Kantonale Laboratorium Basel-Landschaft erliess darauf eine Verfügung, alles Trinkwasser zusätzlich aufzubereiten, vorerst mit vorhandenen Aktivkohlefiltern im IWB-Werk in den Langen Erlen und später in der Zentrale West der Hardwasser AG. Die Anlage wurde deshalb 2009 um eine provisorische Tankfilteranlage und 2013 um die neu gebaute Aktivkohlefilteranlage Hard erweitert.

## Trinkwasserproduktion
Das Trinkwassergebiet Muttenzer Hard, wo die Hardwasser AG das Trinkwasser für 200'000 Menschen in Stadt und Agglomeration Basel gewinnt, ist umgeben von möglichen peripheren Einflüssen wie Chemiemülldeponien, dem Industriegebiet Schweizerhalle, dem Auhafen, dem Güterbahnhof Muttenz sowie der Autobahn. Damit kein natürliches Grundwasser aus der Umgebung zufliesst erzeugt die Hardwasser AG seit Jahrzehnten einen Grundwasserberg, in dem sie vorfiltriertes Rheinwasser im Überschuss in den Untergrund versickern lässt. Greenpeace Schweiz wies 2006 im Trinkwasser der Hardwasser AG Spurenverunreinigungen nach, die auf eine mögliche Herkunft aus den benachbarten Chemiemülldeponien Feldreben, Rothausstrasse und Margelacker in Muttenz weisen könnten. Die Umweltorganisation sowie lokale Umweltorganisationen verlangten deshalb die Totalsanierung der Chemiemülldeponien auf Kosten der Verursacher, u. a. die Pharma- und Chemiekonzerne Novartis, Syngenta, Clariant, und BASF (ex. Ciba). Später konnte gezeigt werden, dass der Kanton Basel-Landschaft einen Teil der Schadstoffe schon 1980 im Trinkwasser der Hardwasser AG nachgewiesen hatte, die Greenpeace 2006 erneut fand. Es ist deshalb davon auszugehen, dass hochgiftige Substanzen wie Hexachlorbutadien und Tetrachlorbutadien dieses Trinkwasser während rund 30 Jahren mehr oder weniger konstant verunreinigt haben. Ob die Schadstoffe im Trinkwasser tatsächlich aus den Chemiemülldeponien stammen, ist bis heute umstritten.
Recherchen und aktuelle Messungen zeigen, dass die Palette der Chlorbutadiene aus dem Rhein stammt und über die Rheinwasserinfiltration in den 1970er Jahren unbemerkt in den Untergrund der Hard infiltriert wurde. 2007 verpflichteten die Behörden des Kantons Basel-Landschaft die Hardwasser AG, ihr Trinkwasser aufzubereiten. Die Hardwasser AG betreibt seit Dezember 2013 einen neu gebauten Aktivkohlefilter. Er entfernt erfolgreich alle Chlorbutadiene und weitere Spurenverunreinigungen. Die Gemeinde Muttenz baut im gleichen Gebiet eine mehrstufige Aufbereitungsanlage u. a. mit Oxidation, weil sie der Ansicht ist, nur so die zahlreichen Spuren von Schadstoffen aus dem Trinkwasser entfernen zu können.

## Die Unternehmung heute
Rund 80 % des Trinkwassers, das die Hardwasser AG produziert, werden in der Stadt Basel getrunken. Auch in der Gemeinde Allschwil trinken die Menschen Wasser aus der Muttenzer Hard. Heute sind ausserdem die Gemeinden Aesch, Dornach, Pfeffingen, Pratteln, Frenkendorf, Füllinsdorf und Reinach Bezugsberechtigte des Trinkwassers. Weitere Netzverbindungen bestehen ins hintere Leimental sowie nach Augst, Schönenbuch, Liestal, Lausen und zum Wasserwerk Reinach und Umgebung. Die Unternehmung mit Sitz an der Rheinstrasse bei Pratteln, ist eine Aktiengesellschaft und beschäftigt ungefähr 18 Mitarbeiter.
Bis am 10. Dezember 2022 war die Haltestelle Steinhölzli der Buslinie 81 der Autobus AG Liestal nach der Hardwasser AG benannt.